# CWHL 2015/16
Die Saison 2015/16 war die neunte Spielzeit der Canadian Women’s Hockey League (CWHL), der höchsten kanadischen Spielklasse im Fraueneishockey. Die Les Canadiennes de Montréal gewannen die Regular Season der CWHL, während die Calgary Inferno zum ersten Mal in der Vereinsgeschichte den Clarkson Cup gewannen.

## Teilnehmer
Im Vorfeld der Saison 2015/16 nannten sich die Stars de Montréal in Les Canadiennes de Montréal um, nachdem das Frauenteam einen Kooperationsvertrag mit den Canadiens de Montréal geschlossen hatte.
| Team                        | Standort                   | Gründung | Spielstätte                 |
| --------------------------- | -------------------------- | -------- | --------------------------- |
| Brampton Thunder            | Brampton, Ontario          | 1998     | Century Gardens Arena       |
| Toronto Furies              | Toronto, Ontario           | 2011     | MasterCard Centre           |
| Les Canadiennes de Montréal | Montréal, Québec           | 2007     | Centre Étienne Desmarteau   |
| Boston Blades               | Boston, Massachusetts, USA | 2010     | Ristuccia Arena, Wilmington |
| Calgary Inferno             | Calgary, Alberta           | 2011     | Winsport Canada             |

## CWHL Draft
Am 23. August 2015 führte die CWHL zum sechsten Mal einen Draft für Spielerinnen durch. Der Draft wurde in Mississauga durchgeführt. An erster Stelle wurde Sarah Edney von den Brampton Thunder ausgewählt. Insgesamt sicherten sich die 5 Teams die Rechte an 54 Spielerinnen in 12 Runden.
| #   | Spieler                  | Team                        | College                        |
| --- | ------------------------ | --------------------------- | ------------------------------ |
| 1.  | Sarah Edney (D)          | Brampton Thunder            | Harvard Crimson                |
| 2.  | Emily Fulton (F)         | Toronto Furies              | Cornell University             |
| 3.  | Marie-Philip Poulin (F)  | Les Canadiennes de Montréal | Boston University              |
| 4.  | Brianne Jenner (F)       | Calgary Inferno             | Cornell University             |
| 5.  | Kristina Brown (F)       | Boston Blades               | Boston College                 |
| 6.  | Jenna McParland (F)      | Brampton Thunder            | University of Minnesota Duluth |
| 7.  | Laura Brooker (F)        | Toronto Furies              | Wilfrid Laurier University     |
| 8.  | Katia Clement-Heydra (F) | Les Canadiennes de Montréal | McGill University              |
| 9.  | Hayley Wickenheiser (F)  | Calgary Inferno             | University of Calgary          |
| 10. | Nicole Giannino (F)      | Boston Blades               | College of the Holy Cross      |

## Reguläre Saison
Die reguläre Saison begann am 17. Oktober 2015 und endete am 21. Februar 2016. Die vier punktbesten Mannschaften qualifizierten sich für das Finalturnier um den Clarkson Cup.

### Tabelle
| Pl. | Mannschaft                  | Sp | S  | OTS | SOS | OTN | SON | N  | Tore    | Punkte |
| --- | --------------------------- | -- | -- | --- | --- | --- | --- | -- | ------- | ------ |
| 1.  | Les Canadiennes de Montréal | 24 | 20 | 0   | 1   | 0   | 0   | 3  | 114:036 | 42     |
| 2.  | Calgary Inferno             | 24 | 16 | 0   | 0   | 1   | 1   | 6  | 097:067 | 34     |
| 3.  | Brampton Thunder            | 24 | 13 | 2   | 1   | 0   | 1   | 7  | 091:067 | 33     |
| 4.  | Toronto Furies              | 24 | 6  | 0   | 0   | 1   | 1   | 16 | 059:087 | 14     |
| 5.  | Boston Blades               | 24 | 0  | 0   | 1   | 0   | 0   | 23 | 018:122 | 2      |

Abkürzungen: Pl. = Platz, Sp = Spiele, S = Siege, OTN = Niederlagen nach Verlängerung (Overtime), N = Niederlagen
Erläuterungen: Meister der regulären Saison (Commissioner’s Trophy)

### CWHL All-Star-Game

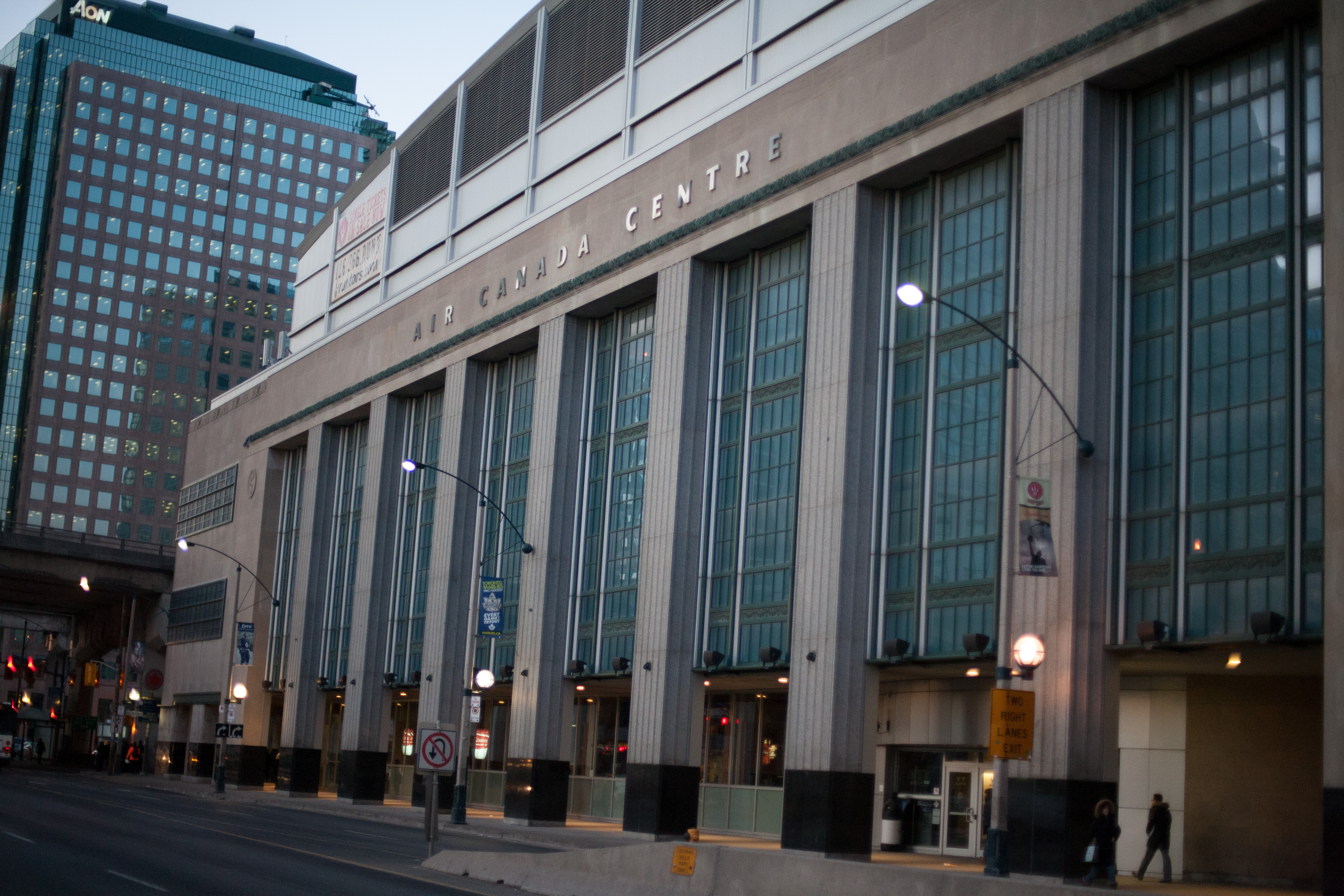
Außenansicht des Air Canada Centre

Das zweite All-Star-Game der NWHL fand am 23. Januar 2016 im Air Canada Centre, der Heimspielstätte der Toronto Maple Leafs, in Toronto statt. Die Begegnung wurde über drei Drittel à 20 Minuten absolviert. Ein Teil der Teams wurde anhand eines Fantasy Drafts durch die Spielerinnen Natalie Spooner und Julie Chu zusammengestellt, die weiteren Spielerinnen pro Team wurden per Los entschieden.
Folgende Spielerinnen wurden für die jeweiligen Teams ausgewählt:
- Team White: 
  - Tor: Charline Labonté, Geneviève Lacasse
  - Verteidigung: Courtney Birchard, Dru Burns, Sarah Edney, Jocelyn Larocque, Jacqui Pierri, Tara Watchorn
  - Angriff: Jessica Campbell, Katia Clement-Heydra, Brittany Esposito, Emily Fulton, Brianne Jenner, Jamie Lee Rattray, Natalie Spooner (C), Candice Styles, Kelly Terry

- Team Black: 
  - Tor: Christina Kessler, Delayne Brian
  - Verteidigung: Michelle Bonello, Cathy Chartrand, Julie Chu (C), Laura Fortino, Lauriane Rougeau, Sena Suzuki
  - Angriff: Ann-Sophie Bettez, Kristina Brown, Kim Deschênes, Jess Jones, Elana Lovell, Caroline Ouellette, Marie-Philip Poulin, Jillian Saulnier, Hayley Wickenheiser

Inklusive der Kapitäninnen bestand somit jedes Team aus 17 Spielerinnen. Das Team Black besiegte das Team White mit 5:1 (2:0, 2:1, 1:0) vor über 5.000 Zuschauern. Als wertvollste Spielerin wurde Marie-Philip Poulin ausgezeichnet.

### Statistik

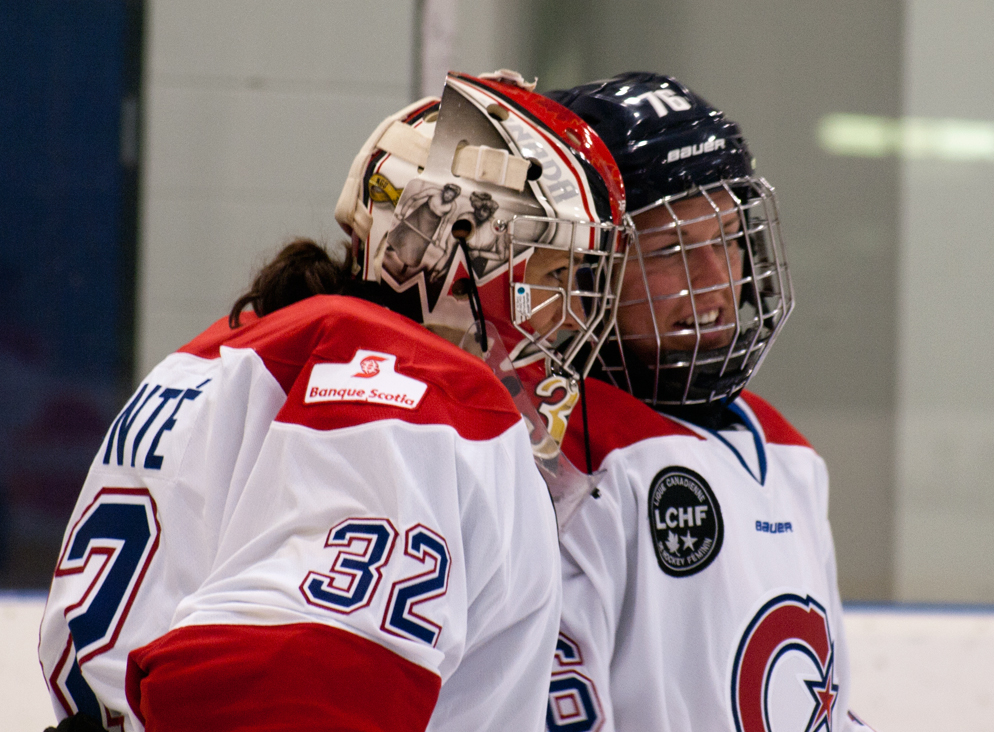
Charline Labonté (li) war die statistisch beste Torhüterin der regulären Saison

#### Beste Scorerinnen
Quelle: pointstreak.com; Abkürzungen: Sp = Spiele, T = Tore, V = Assists, Pkt = Punkte, +/− = Plus/Minus, SM = Strafminuten; Fett: Saisonbestwert
| Spieler             | Mannschaft | Sp | T  | V  | Pkt | +/− | SM |
| ------------------- | ---------- | -- | -- | -- | --- | --- | -- |
| Marie-Philip Poulin | Montréal   | 22 | 23 | 23 | 46  | +29 | 10 |
| Ann-Sophie Bettez   | Montréal   | 24 | 19 | 25 | 44  | +34 | 12 |
| Kim Deschênes       | Montréal   | 24 | 13 | 20 | 33  | +33 | 6  |
| Caroline Ouellette  | Montréal   | 24 | 15 | 17 | 32  | +26 | 18 |
| Natalie Spooner     | Toronto    | 22 | 17 | 13 | 30  | 0   | 20 |
| Jamie Lee Rattray   | Brampton   | 22 | 13 | 16 | 29  | +10 | 18 |
| Brianne Jenner      | Calgary    | 24 | 10 | 18 | 28  | +20 | 6  |
| Laura Fortino       | Brampton   | 24 | 8  | 20 | 28  | +13 | 10 |
| Rebecca Vint        | Brampton   | 24 | 19 | 7  | 26  | +14 | 42 |
| Elana Lovell        | Calgary    | 24 | 14 | 12 | 26  | +16 | 8  |

#### Beste Torhüterinnen
Quelle: pointstreak.com; Abkürzungen: Sp = Spiele, Min = Eiszeit (in Minuten), GT = Gegentore, SO = Shutouts, Sv% = gehaltene Schüsse (in %), GTS = Gegentorschnitt; Fett: Turnierbestwert
| Spieler           | Mannschaft | Sp | Min     | S  | OTN | SON | N  | GT  | GTS  | SVS  | Sv%  | SO |
| ----------------- | ---------- | -- | ------- | -- | --- | --- | -- | --- | ---- | ---- | ---- | -- |
| Charline Labonté  | Montréal   | 20 | 1144:26 | 17 | 0   | 0   | 2  | 29  | 1,52 | 357  | 92,5 | 5  |
| Liz Knox          | Brampton   | 10 | 502:00  | 7  | 0   | 0   | 2  | 21  | 2,51 | 255  | 92,4 | 2  |
| Erica Howe        | Brampton   | 17 | 941:24  | 9  | 0   | 1   | 5  | 42  | 2,68 | 453  | 91,5 | 2  |
| Delayne Brian     | Calgary    | 20 | 1104:29 | 11 | 1   | 0   | 5  | 55  | 2,99 | 445  | 89,0 | 2  |
| Christina Kessler | Toronto    | 19 | 1058:41 | 4  | 1   | 1   | 12 | 59  | 3,34 | 541  | 90,2 | 2  |
| Geneviève Lacasse | Boston     | 23 | 1345:33 | 1  | 0   | 0   | 22 | 109 | 4,86 | 1023 | 90,4 | 0  |

### Auszeichnungen
Die CWHL Awards 2016 wurden am 11. März 2016 im Brookstreet Hotel in Ottawa im Rahmen einer Gala übergeben.

#### Spielertrophäen
- Most Valuable Player: Marie-Philip Poulin, Montréal[11]
- Angela James Bowl (Topscorerin): Rebecca Johnston, Calgary
- Rookie of the Year: Elana Lovell, Calgary
- Trainer des Jahres: Tyler Fines, Brampton
- Beste Stürmerin: Marie-Philip Poulin, Montréal
- Beste Verteidigerin: Laura Fortino, Brampton
- Beste Torhüterin: Charline Labonté, Montréal[12]
- Humanitarian Award: Lisa-Marie Breton, Montréal

#### All-Rookie-Team
| Angriff:      | Elana Lovell – Jillian Saulnier – Rebecca Vint |
| Verteidigung: | Sarah Edney – Brigette Lacquette               |
| Tor:          | Sydney Aveson                                  |

## Clarkson Cup
Der Clarkson Cup 2016 war die siebte Austragung des gleichnamigen Wettbewerbs, an dem vier Vertreter der Canadian Women’s Hockey League teilnahmen. Der Wettbewerb wurde in diesem Jahr nicht als Finalturnier an einem Ort, sondern im Play-off-Modus an verschiedenen Spielorten ausgetragen. Das Finale wurde am 13. März 2016 im Canadian Tire Centre in Ottawa in der Provinz Ontario ausgespielt.
Die Calgary Inferno gewannen den ersten Clarkson Cup in ihrer Clubgeschichte durch einen 8:3-Sieg über Les Canadiennes de Montréal.

### Modus
Die vier Teilnehmer an den  Play-offs trugen im Gegensatz zum Vorjahr die K.-o.-Runde (Best-of-Three) nicht am selben Wochenende wie das Finale aus, sondern an Spielterminen zuvor. Das Finale wurde in einem einzigen Spiel entschieden.

### Turnierbaum
|  | Halbfinale | Halbfinale                  | Halbfinale |  |  | Finale | Finale                      | Finale |
|  |            |                             |            |  |  |        |                             |        |
|  |            |                             |            |  |  |        |                             |        |
|  | 1          | Les Canadiennes de Montréal | 2          |  |  |        |                             |        |
|  | 4          | Toronto Furies              | 0          |  |  |        |                             |        |
|  |            |                             |            |  |  | 1      | Les Canadiennes de Montréal | 3      |
|  |            |                             |            |  |  | 2      | Calgary Inferno             | 8      |
|  | 2          | Calgary Inferno             | 2          |  |  |        |                             |        |
|  | 3          | Brampton Thunder            | 0          |  |  |        |                             |        |
|  |            |                             |            |  |  |        |                             |        |

### Halbfinale

#### Les Canadiennes de Montréal – Toronto Furies
| 26. Februar 2016 18:45 Uhr (Ortszeit) | Les Canadiennes de Montréal A.-S. Bettez (8:02) C. Ouellette (10:43) C. Ouellette (16:00) M.-P. Poulin (43:40) M.-P. Poulin (45:55) | 5:1 (0:0, 3:0, 2:1) Spielbericht Stand: 1:0 | Toronto Furies N. Spooner (48:40) | Arena Etienne-Desmarteau, Montréal Zuschauer: k. A. |

| 27. Februar 2016 17:00 Uhr | Toronto Furies A. Baldin (33:37) | 1:7 (0:2, 1:3, 0:2) Spielbericht Stand: 0:2 | Les Canadiennes de Montréal C. Ouellette (5:14) C. Chartrand (8:43) C. Ouellette (22:43) J. Chu (24:11) J. Chu (27:58) M.-P. Poulin (46:37) L. Rougeau (51:11) | Bell Sports Complex, Brossard Zuschauer: k. A. |

#### Calgary Inferno – Brampton Thunder
| 26. Februar 2016 18:30 Uhr | Calgary Inferno H. Wickenheiser (14:51) J. Saulnier (16:53) B. Turnbull (49:57) R. Johnston (59:50) | 4:2 (2:0, 0:1, 2:1) Spielbericht Stand: 1:0 | Brampton Thunder J. McParland (35:02) R. Vint (55:24) | Winsport Arena A, Calgary Zuschauer: k. A. |

| 27. Februar 2016 18:15 Uhr | Brampton Thunder S. Edney (9:16) C. Birchard (38:54) R. Vint (50:03) | 3:4 (1:3, 1:0, 1:1) Spielbericht Stand: 0:2 | Calgary Inferno M. Mikkelson (2:34) B. Bram (15:44) B. Lacquette (16:22) R. Johnston (52:27) | Winsport Arena A, Calgary Zuschauer: k. A. |

### Finale
| 13. März 2016 16:00 Uhr (Ortszeit) | Calgary Inferno R. Johnston (2:26) B. Jenner (15:53) J. Campbell (22:19) B. Turnbull (30:10) B. Turnbull (33:21) J. Campbell (45:34) R. Johnston (49:48) B. Jenner (59:09) | 8:3 (2:1, 3:1, 3:1) Spielbericht | Les Canadiennes de Montréal M.-P. Poulin (7:29) N. Marin (32:58) K. Deschênes (52:45) | Canadian Tire Centre, Ottawa Zuschauer: k. A. |

### Clarkson-Cup-Sieger
| Clarkson-Cup-Sieger Calgary Inferno | Torhüterinnen: Delayne Brian, Kathy Desjardins Verteidigerinnen: Kanae Aoki, Hayleigh Cudmore, Kristen Hagg, Erica Kromm, Brigette Lacquette, Meaghan Mikkelson, Jacqui Pierri Angreiferinnen: Bailey Bram (A), Jessica Campbell, Jenna Cunningham, Sarah Davis, Brittany Esposito, Brianne Jenner (C), Rebecca Johnston (A), Elana Lovell, Jillian Saulnier, Aina Takeuchi, Blayre Turnbull, Louise Warren, Hayley Wickenheiser Trainerstab: Scott Reid, Gina Kingsbury |

### Statistik

#### Beste Scorerinnen
Quelle: pointstreak.com; Abkürzungen: Sp = Spiele, T = Tore, V = Assists, Pkt = Punkte, +/− = Plus/Minus, SM = Strafminuten; Fett: Bestwert
| Spieler             | Mannschaft | Sp | T | V | Pkt | +/− | SM |
| ------------------- | ---------- | -- | - | - | --- | --- | -- |
| Caroline Ouellette  | Montréal   | 3  | 4 | 6 | 10  | +1  | 0  |
| Rebecca Johnston    | Calgary    | 3  | 4 | 5 | 9   | +5  | 2  |
| Marie-Philip Poulin | Montréal   | 3  | 4 | 4 | 8   | +4  | 2  |
| Ann-Sophie Bettez   | Montréal   | 3  | 1 | 6 | 7   | +2  | 4  |
| Brianne Jenner      | Calgary    | 3  | 2 | 4 | 6   | +6  | 2  |
| Blayre Turnbull     | Calgary    | 3  | 3 | 2 | 5   | +1  | 0  |
| Cathy Chartrand     | Montréal   | 3  | 1 | 4 | 5   | +3  | 0  |
| Julie Chu           | Montréal   | 3  | 2 | 2 | 4   | +1  | 0  |

#### Beste Torhüterinnen
Quelle: pointstreak.com; Abkürzungen: Sp = Spiele, Min = Eiszeit (in Minuten), GT = Gegentore, SO = Shutouts, Sv% = gehaltene Schüsse (in %), GTS = Gegentorschnitt; Fett: Turnierbestwert
| Spieler             | Mannschaft | Sp | Min    | S | N | GT | GTS  | SVS | Sv%  | SO |
| ------------------- | ---------- | -- | ------ | - | - | -- | ---- | --- | ---- | -- |
| Sonja van der Bliek | Toronto    | 2  | 46:07  | 0 | 0 | 2  | 2,60 | 26  | 92,9 | 0  |
| Delayne Brian       | Calgary    | 3  | 180:00 | 3 | 0 | 8  | 2,67 | 85  | 91,4 | 0  |
| Charline Labonté    | Montréal   | 3  | 175:05 | 2 | 1 | 9  | 3,08 | 46  | 83,6 | 0  |
| Erica Howe          | Brampton   | 2  | 117:33 | 0 | 2 | 7  | 3,57 | 56  | 88,9 | 0  |
| Christina Kessler   | Toronto    | 2  | 73:53  | 0 | 2 | 10 | 8,12 | 43  | 81,1 | 0  |